# Estánques (paroisse civile)
Pour les articles homonymes, voir Estanques.
Estánques est l'une des six divisions territoriales et statistiques dont l'une des cinq paroisses civiles de la municipalité de Sucre dans l'État de Mérida au Venezuela. Sa capitale est Estánques.